# Ranst
Ranst es una localidad y municipio de la provincia de Amberes, Bélgica. Tiene una población estimada, a inicios de 2022, de 19 353 habitantes.
Sus municipios vecinos son Boechout, Lier, Nijlen, Schilde, Wommelgem, Zandhoven y Zoersel. Los habitantes en edad laboral son el 63% de la población.

## Demografía

### Evolución
Todos los datos históricos relativos al actual municipio, el siguiente gráfico refleja su evolución demográfica, incluyendo municipios después de efectuada la fusión el 1 de enero de 1977.
| Gráfica de evolución demográfica de Ranst entre 1846 y 2021 |
|                                                             |

## Localidades

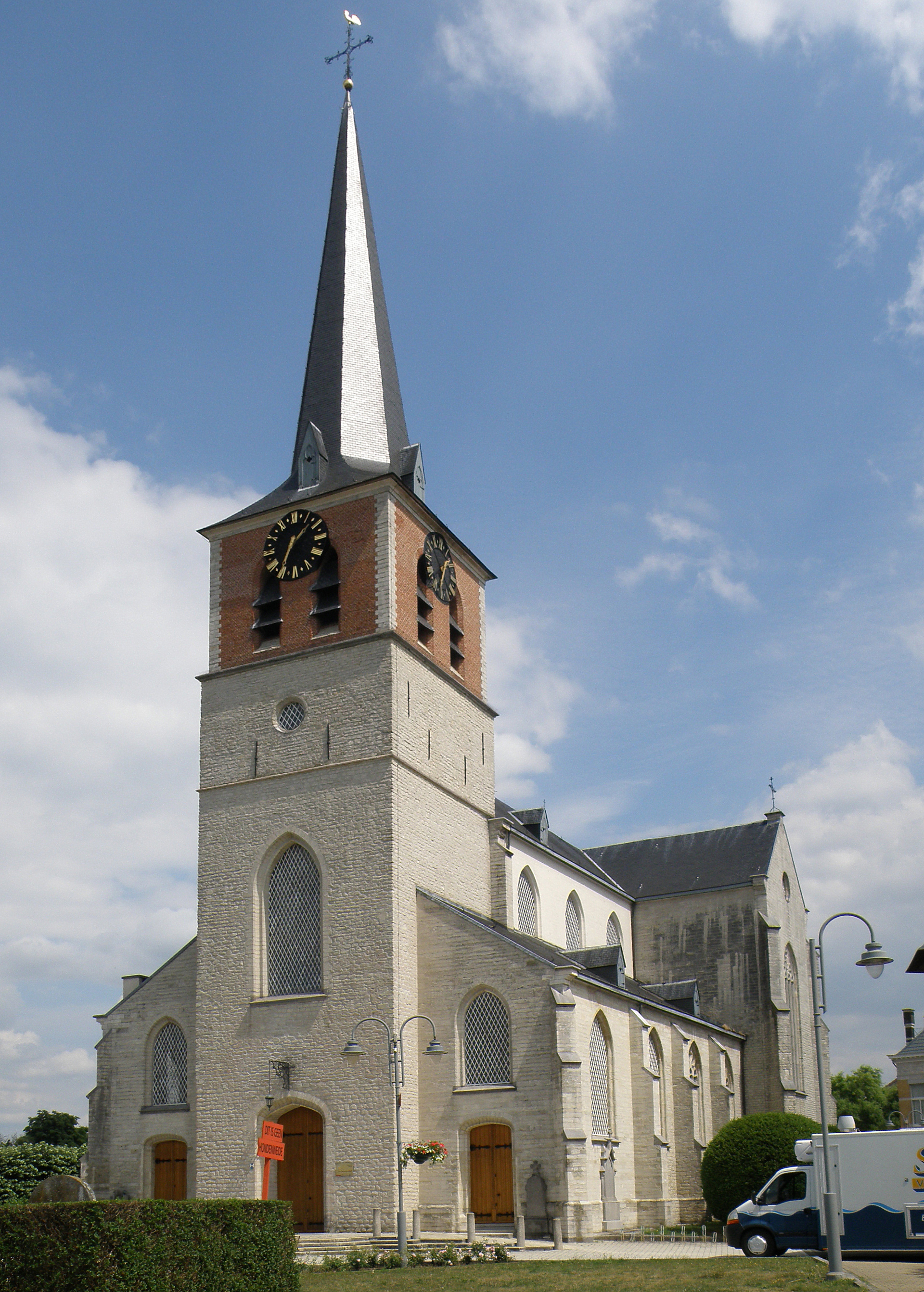
Iglesia San Pancracio, patrimonio nacional de Bélgica

- Broechem
- Emblem
- Oelegem
- Ranst

## Ciudades hermanadas
- Herbstein, en Alemania.